# Overlord 2
Overlord 2 (auch Overlord II) ist ein von Triumph Studios entwickeltes Action-Adventure, das im Juni 2009 von Codemasters für Windows, Xbox 360 und PlayStation 3 veröffentlicht wurde. Es ist die Fortsetzung von Overlord, an dessen Handlung es anknüpft und dessen Spielstil es fortsetzt. Nach dem Verschwinden des alten Overlords schlüpft der Spieler in die Rolle seines Sohnes und sammelt Kräfte, um gegen die römisch anmutende Armee des „Glorreichen Imperiums“ zu bestehen, das alle magischen Wesen ausrotten will. Die Geschichte wurde wie zuvor von Rhianna Pratchett geschrieben und bringt einen satirischen Ton und schwarzen Humor in die Fantasyumgebung.
Das Spiel erschien im selben Jahr wie die von den Climax Studios entwickelten Serienableger Overlord: Dark Legend (Wii) und Overlord: Minions (Nintendo DS).

## Handlung
Der alte Overlord ist in einer infernalen Unterwelt verschollen. Die Schergen unter der Führung von Gnarl haben den Dunklen Turm des Overlords auf der Suche nach dem nächsten Overlord, zusammen mit ihren Nestern verlassen. Während ihrer Suche haben sich die Roten, Grünen und Blauen Schergen von der Gruppe getrennt und sind eigene Wege gegangen. Nachdem die Schergen den Turm verließen, fand ein kataklystisches Ereignis genannt "Die Große Zerstörung" statt. Diese hat die umliegenden Lande zerstört und eine magische Plage ausgelöst. welche jeden der damit in Kontakt gerät mutieren lässt. Gnarl und die Braunen haben sich in die Unterwelt zurückgezogen, aus der sich einst die ersten Schergen herausgruben um dem ersten Overlord zu dienen. In der winterlichen Stadt Nordberg werden die braunen Schergen endlich fündig und finden das sogenannte: Overlad, bei welchem es sich um den Sohn des vorherigen Overlords und seiner Mätresse handelt.
Das als Hexen-Junge verschriene Overlad, wird von einigen Dorfkindern geärgert als die braunen Schergen es finden. Mithilfe des Dorfmädchens Kelda, welche in das Overlad verliebt ist, kann das Overlad die Schneefestung der Kinder finden und diese mithilfe der Schergen bestrafen, welche diesen die Klamotten stehlen, um sich als Dorfkinder zu verkleiden. Mit diesen Verkleidungen schleichen sich das Overlad und die Schergen auf das Winterfest und sorgen dort für Chaos und unruhe als das Kaiserreich angreift und alle Hexer und Magier verlangt. Die Dorfbewohner werfen das Overlad vor die Stadtmauer, welcher mithilfe der Schergen und eines befreiten Yeti die Reihen des Kaiserreichs durchbrechen und fliehen kann. Auf der Flucht werden das Overlad und der Yeti im Eis eingefroren und von den Schergen geborgen und zu Gnarl in die Unterwelt gebracht. Dieser befreit das Overlad und beginnt mit dessen Ausbildung. Während der nächsten Jahre erobert das Kaiserreich einen großen Teil der Welt und macht Jagd auf alle magischen Wesen um diese zu läutern. Die Elfen wurden unter der Führung von Feja vereint, welche von diesen als Inkanation der Muttergöttin verehrt wird und haben es sich zum Ziel gesetzt alle niedlichen und magischen Wesen in ihren Heiligtümern zu beschützen.
Nachdem das Overlad zu einem waschechten Overlord herangewachsen ist, muss sich dieser einer Abschlussprüfung stellen. Der Overlord kann die Prüfung erfolgreich abschließen und befreit dabei den Yeti, welcher ihm einst bei der Flucht half. Der Overlord und die Minions reisen in das Jagdgebiet, wo sie auf Elfen unter der Führung von Florian Grünherz treffen, welche einige Babyrobben und den Yeti vor den Jägern von Nordberg in Sicherheit bringen, indem sie diese in ihr nahegelegenes Heiligtum bringen. Der Overlord verfolgt diese in ein Höhlensystem, während die braunen Schergen sich mit einigen befreiten Wölfen anfreunden und diese als Reittiere nutzen. Auf dem Weg zum Heiligtum, findet der Overlord einen Magiestein, welcher vom Kaiserreich beschlagnahmt wird. In den Höhlen findet der Overlord, den Eingang zum Heiligtum der Elfen, jedoch ist ihm der Weg durch eine Nymphe versperrt. Außerhalb der Höhlen findet der Overlord den Magiestein wieder und merkt, dass er sich in der Nähe von Nordberg befindet, welches inzwischen eine Kaiserliche Provinz ist und von Borius, dem Bruder von Marius welcher Berater von Kaiser Solarius ist, als Statthalter geführt wird, welcher Kelda zu seiner persönlichen Sklavin gemacht hat.
Der Overlord bringt den Magiestein zu einem vom Schergen Schmuddel gegrabenes Portal in die Unterwelt, welche den neuen Overlord offiziell als Herrscher anerkennt. Mit dem Magiestein lernt der Overlord den Unterwerfungszauber. Zurück in Nordberg, reist der Overlord zurück zu den Höhlen und nutzt ein nun aktives Artefakt der Unterwelt, welches dem Overlord gestattet in den Körper eines Schergen zu schlüpfen. Im Körper des Schergen, umgeht der Overlord die Nymphe und kann diese vernichten, wodurch der Weg für seinen Körper und den Rest der Schergen frei wird. Im Heiligtum findet der Overlord die roten Schergen, welche überglücklich ihren neuen Meister zu sehen. Mit den roten Schergen dringt der Overlord tiefer in das Heiligtum ein und kämpft gegen die Elfen und einige Soldaten des Imperiums. Im inneren findet der Overlord das Nest der roten Schergen und eine magische Harfe (sehr zur Freude des Hofnarren Knödel), welche er über ein von Schmuddel errichtetes Portal in die Unterwelt bringt. Der Overlord zerstört das Heiligtum, weshalb die Elfen fliehen und zu einem anderen Heiligtum reisen.
Zurück in Nordberg, kann der Overlord mithilfe einer mit Sprengstoff gefüllten Lore und den roten Schergen, die Tore von Nordberg durchbrechen und die Stadt erobern, indem der Overlord eine Statue von Borius auf diesen fallen lässt und beinahe zerquetscht (hier hat der Overlord die Wahl, ob er Borius tötet oder nur versklavt). Nachdem der Overlord die Stadt erobert hat, begleitet ihn seine Jugendfreundin Kelda in die Unterwelt und nimmt dort die Position seiner ersten Mätresse ein.
Der Overlord reist nach Nordhafen, in der Nähe von Nordberg, da sich dort einige Aufrührer befinden, welche mit einem Schiff fliehen wollen. Der Overlord schlägt den Aufstand nieder (hier hat der Overlord die Wahl, ob er alle Ölquellen in Brand setzt oder die Dorfbewohner versklavt um das festgefrorene Schiff zu befreien) und reist mit dem Schiff in Richtung der vom Kaiserreich eroberten Insel Immerlicht, welche früher ein Heiligtum der Elfen war und jetzt den fetten Kaiserlichen als Urlaubsresort dient, wo sie von Elfen bedient werden. Der Overlord besiegt einige Truppen der Elfen, um an die Schlüssel für die Tore von Immerlicht zu gelangen, um mit dem Schiff anlegen zu können. Das Schiff erleidet Schiffbruch, als es von der Spinnenkönigin angegriffen wird, da die Schergen die fürs Steuern zuständig waren, vom Anblick der hübschen Juno abgelenkt waren. In den Dschungeln von Immerlicht, findet der Overlord einige grüne Schergen, welche ihn zu einer Festung führt. Dort schlüpft der Overlord erneut in den Körper eines Schergen und findet im inneren der Festung das Nest der grünen Schergen und wird Zeuge einer Verhandlung. Die übergewichtigen Ehefrauen einiger Kaiserlicher beschuldigen die hübsche Juno, ihre Ehemänner mit Magie verführt zu haben. Eine Prüfung durch die Wächter fällt positiv für Magie aus, da sich ein Wichtel unter Junos Kleid versteckte. der Anführer der Truppen befiehlt Juno in die Ferienanlage zu bringen, da er sie persönlich untersuchen möchte, bevor sie zur Läuterung geht.
Der Overlord bringt das Nest zu einem Portal und reist weiter in Richtung der Ferienanlage. Auf dem Weg findet er einen Tempel der Elfen, wo er eine Nachricht von Feja erhält, welche ihm mitteilt, dass ihr Volk nun in Sicherheit vor ihm und dem Kaiserreich ist. Er dringt tiefer in den Dschungel ein, bis zum Tempel der Spinnenkönigin. Im inneren kann er die Spinnenkönigin besiegen und die grünen Schergen zähmen die Brut der Spinnenkönigin um diese als Reittiere zu nutzen. Mit den berittenen Grünen dringt der Overlord in die Anlage ein und gelangt bis zum Palast der Statthalterin, welche er durch Zerstörung eines Pavillons besiegt (hier hat der Overlord die wahl ob er sie tötet oder versklavt). Juno schließt sich dem Overlord an und geht mit ihm zu seinem Turm der Unterwelt, wo sie (sehr zu Keldas Missgunst) die Position der zweiten Mätresse einnimmt. Eine geheimnisvolle Person sucht den Turm auf und versucht den Overlord zu warnen, dass sein Pfad ihn ins Unglück stürzen wird und gibt ihm die Position des Ödlandes, damit dieser sich mit eigenen Augen ein Bild seiner möglichen Zukunft machen kann.
Juno berichtet dem Overlord, dass sie die blauen Schergen einmal in der Arena gesehen hat und schleust ihn in die Hauptstadt des Kaiserreichs ein, wo dieser sich dem Beschuss durch ein Katapult ausgesetzt sieht. Er kann dieses umgehen und schlüpft wieder in den Körper eines Schergen und stiehlt, einigen Legionären die im Fluss baden die Rüstungen um die Schergen zu verkleiden und die Festung zu infiltrieren und das Katapult auszuschalten. Im Inneren der Mauern lotst Juno den Overlord zur Residenz eines Senators, mit dem sie einmal eine Affäre hatte, wo der Overlord eine Sänfte stiehlt, um in die Stadt einzudringen. Durch ein Missgeschick der Schergen, landen alle in den Slums. Über die Slums gelangt der Overlord in die Kanalisation, welche eine Verbindung zum Gefängnis hat, wo das Kaiserreich Magische Wesen zwischenlagert, um diese später zu läutern.
Im Gefängnis findet der Overlord die blauen Schergen und entdeckt das Nest, welches zum Läutern gebracht wird. Er verfolgt das Nest und findet das Nest in der Anlage zur Läuterung, wo er beobachtet wie Marius Magie aus dem Magiespeicher an Kaiser Solarius überträgt. Durch einen Zauber wird der Overlord bewusstlos und erwacht in der Arena, wo er gegen mehrere Gegner sowie den Yeti kämpfen muss. Der Yeti zerstört die Stützen der Loge des Kaisers, welcher flieht (hier hat der Overlord die Wahl ob er den Yeti tötet oder versklavt). Der Overlord kehrt mit dem Nest der blauen in die Unterwelt zurück.
Der Overlord reist in das Ödland, bei dem es sich um die Ländereien handelt, welche rund um den Turm seines Vaters lagen, nun jedoch zerstört und mit einem blauen Schleim bedeckt ist, welcher jeden der ihn berührt mutieren lässt. Mit den besonderen Fähigkeiten der Schergen, kann der Overlord Splitter des Turmherzens finden, jenem mächtigen magischen Artefakt, welches einst den dunklen Turm mit Energie versorgte. Im Ödland stößt der Overlord auf den Eingang zum letzten Heiligtum der Elfen, wo Feja ihm einen Waffenstillstand anbietet um gegen das Kaiserreich, ihren gemeinsamen Feind zu kämpfen. Als Gegenleistung, setzt Feja das Turmherz wieder zusammen. Mit Florians Hilfe kann der Overlord die letzten Splitter einsammeln, jedoch wird Florian vom Kaiserreich gefangen genommen als dieses angreift.
Im letzten Heiligtum, erlaubt Feja dem Overlord ihre magischen Schreine zu nutzen, um das wiederhergestellte Turmherz mit Energie zu versorgen. Als der letzte Schrein durch die Energieübertragung zerstört wird, fallen der Overlord und seine Schergen in die Tiefen des Heiligtums, wo da Turmherz vom Slamanderkönig verschluckt wird. Der Overlord verfolgt den Salamanderkönig und kann diesen töten, weshalb die Salamander ihn als ihren neuen Herrn und Meister akzeptieren und den roten fortan als Reittiere dienen. Das Kaiserreich hat einen Weg in das Heiligtum gefunden und greift an, während der Overlord zu Feja zurückkehrt. Feja erkennt, dass das Turmherz noch nicht vollständig aufgeladen ist und bietet dem Overlord schweren Herzens ihre eigene Macht an um die wahre Macht des Turmherzens wieder herzustellen. Während der Übertragung wird Feja langsam durch die Macht des Overlord korrumpiert und immer wieder von Feen entführt, welche verhindern wollen das Feja böse wird und der Overlord muss sie verfolgen. Als die Übertragung abgeschlossen ist, ist Feja zur dunklen Feja geworden und erkennt den Overlord als Herr und Meister an und geht mit ihm und dem Turmherz in die Unterwelt, wo sie seine dritte Mätresse wird.
Der Overlord reist in die Hauptstadt für die letzte Schlacht und kann das Turmherz mit einem Katapult gegen den Schild der Stadt schleudern, dessen Macht jedoch von Läuterungstempeln in der Stadt absorbiert wird und eine neue magische Plage auslöst. Nach der Zerstörung der Tempel, erscheint die mysteriöse Fremde erneut und offenbart sich als Rose, die Mätresse des vorherigen Overlords und Mutter des amtierenden Overlords. Nachdem der letzte Overlord verschwand, verließ sie den Turm und setzte ihr Kind in Nordberg aus um es vom Chaos und dem Bösen zu schützen, und heiratete Marius den Berater des Kaisers und unterstützte den Kaiser. Nun jedoch bittet sie ihn Solarius zu töten, da das Kaiserreich das Gleichgewicht zwischen Gut und Böse aufrechterhalten sollte, Solarius die Macht jedoch zu Kopf gestiegen ist.
Der Overlord dringt in den Palast ein und trifft dort Florian wieder, welcher sich befreien konnte. Dieser verrät, dass er als einziger Elf ohne Magie geboren wurde und mit der Hilfe von Rose am Turmherz experimentierte, in der Hoffnung so Magie zu erlangen, dabei jedoch die "Die große Zerstörung" auslöste. Im Magiespeicherraum, offenbart sich Florian als Kaiser Solarius und Marius überträgt die gesamte magische Energie auf ihn, wodurch dieser zu einem wurmartigen Wesen wird, welches magischen Schleim absondert und von Marius als Gottgleiches Wesen namens Verschlinger verehrt wird, bevor es Marius verschlingt.
Der Overlord kann den Verschlinger und somit Solarius vernichten und wird zum Herrscher über alles. Die nachfolgende Sequenz richtet sich danach, wie der Spieler gespielt hat und zeigt entweder, dass der Overlord das Land zerstört oder die Bevölkerung versklavt und die Schergen Partys schmeißen. Und auch dieses Spiel endet mit Gnarls Ausspruch: Das Böse findet immer einen Weg.

## Spielprinzip

### Einzelspieler
Das Gameplay des ersten Teils blieb im Kern erhalten: Der Spieler steuert aus der Third-Person-Perspektive den Overlord, der die Kontrolle über die sogenannten Schergen (Minions) hat, die er aussenden kann, um Gebiete zu erkunden, Feinde (neben dem Imperium, das den Hauptgegner darstellt, auch verschiedene Kreaturen, Elfen und nicht-imperiale Menschen) zu bekämpfen und Items einzusammeln. Anfangs sind nur braune Schergen verfügbar; nacheinander werden auch die Roten, Grünen und Blauen freigeschaltet, indem der Overlord ihr Nest zurück in seinen Turm bringt. Jede Art hat ihre eigenen Stärken und Schwächen, die kombiniert werden müssen, um die stärker werdenden Gegner zu besiegen. Außerdem gibt es Hindernisse, die nur von jeweils einer Sorte Schergen beseitigt werden können.
Obwohl der Overlord mit einer Vielzahl an Waffen und mehreren Zaubersprüchen am Kampf teilnehmen kann, wird der Großteil der Kämpfe durch die Schergen geführt, die fallengelassene Gegenstände benutzen und in Gruppen auch große Gegenstände tragen, sowie Kriegsmaschinen und Schiffe bedienen können und die in diesem Teil verschiedene Reittiere zur Verfügung gestellt bekommen, die sie im Kampf unterstützen oder ihnen helfen, Hindernisse zu überwinden: Wölfe für die Braunen, Salamander für die Roten und Spinnen für die Grünen. Des Weiteren gibt es die Möglichkeit, dass der Overlord an bestimmten Stellen die Kontrolle über den stärksten Schergen übernimmt, der dann die anderen Schergen führt und so für den Overlord unzugängliche Gebiete erkundet und zugänglich macht.
Der Overlord und die Schergen residieren im Dunklen Turm des Overlords, der anfangs noch ziemlich kaputt aussieht, im Spielverlauf aber erweitert werden kann, in der Unterwelt, wo der Overlord seine Schergenarmee aufbaut, indem er Lebensenergie in der „normalen Welt“ einsammelt. Diese wird frei, wenn man manche Gefäße zerschlägt oder wenn Kreaturen sterben und es gibt sie in den vier Farben der Schergen. Diese steht nach dem Einsammeln direkt als neuer Scherge zur Verfügung und kann an überall im Land verstreuten Bruthöhlen abgerufen werden.
Über die Zeit gesammelte Schätze können sowohl in visuelle Upgrades des Turms als auch in Upgrades und neue Waffen/Rüstungen investiert werden, für die allerdings auch Schergen geopfert werden müssen. Außerdem gibt es magische Objekte, die die Lebenskraft, die Zauberkraft oder die Zahl der maximal gleichzeitig verfügbaren Schergen erhöhen und magische Katalysatoren, die sich auf die Stärke von Zaubern auswirken. Diese Objekte finden sich überall und können von einer Gruppe Schergen zum nächsten Unterweltportal gebracht werden und sind dann im Dunklen Turm verfügbar. Eine weitere Erweiterung gegenüber dem ersten Teil stellt die Möglichkeit dar, im Dunklen Turm am Fluss der Seelen den Tod mit Seelenenergie dafür zu bezahlen, dass er einzelne Schergen mitsamt ihrer Ausrüstung wiederbelebt.
Auch in Overlord 2 kann der dunkle Herrscher wieder zwei Wege beschreiten: den der Zerstörung und den der Dominierung, die das Gut-/Böse-System des Vorgängers ablösen. Die Punkte, die in Richtung Zerstörung führen, bekommt der Overlord, indem er auslöscht, Punkte die in Richtung Dominierung führen, indem er unterwirft. Nachdem er Nordberg und Immerlicht erobert hat, kann der Overlord die dort lebende Bevölkerung versklaven, so dass sie für ihn arbeitet, oder töten, Auswirkungen auf das Verhalten von NPCs hat dies nur durch Aussagen dieser, nimmt aber keinen Einfluss auf die Story. Allerdings produzieren die Städte dann ja für den Overlord und so ist es zumindest spielvereinfachend, die Städte zu unterwerfen.

### Mehrspieler
Neben dem Einzelspielermodus gibt es verschiedene kooperative und kompetitive Mehrspielermodi.
- Kompetitiv:
  - Im Modus Dominate versuchen die rivalisierenden Overlords Kartensektoren zu erobern
  - In Pillage geht es darum, die meisten Schätze einzusammeln
- Kooperativ
  - In Survival müssen die Spieler gemeinsam gegen immer neue Gegnerhorden bestehen
  - In Invasion müssen die Spieler dagegen gemeinsam gegen schwierige Gegner antreten

## Erweiterungen
Eine kostenpflichtige Downloaderweiterung (DLC) mit dem Titel Kampfarena des Verderbens (engl. Battle Rock Nemesis) wurde im Juli 2009 für Xbox 360 und PlayStation 3 veröffentlicht. Der Spieler tritt darin als Overlord in Arenakämpfen gegen verschiedene Gegner aus dem Spiel an. Eine Veröffentlichung für PC wurde angedeutet, letztlich aber nicht umgesetzt.

## Rezeption
Wie beim Vorgänger wurden die Xbox-360- und Windows-Fassungen von Overlord 2 zumeist positiv bewertet (Metacritic: 75 bzw. 79 von 100), die PlayStation-3-Fassung erhielt gemischte Kritiken (Metacritic: 72 von 100).

„Da war mehr drin für die Schergen: 2007 holten sie noch Gold [Anm.: eine Magazinauszeichnung], jetzt landen sie im Mittelmaß - schade!“

## Belege
1. ↑  Overlord 2: DLC bringt neue Herausforderungen
2. 1 2 3 4  4players.de (Memento vom 14. August 2022 im Internet Archive): Overlord-2-Review
3. ↑  GameStar: Overlord-2-Review
4. 1 2 3  Erik Brudvig: Overlord II Review: More frustrating than fun. In: IGN. 25. Juni 2008, abgerufen am 26. Juni 2008 (englisch).
5. 1 2  Metacritic: Overlord 2 (PS3)
6. 1 2  Metacritic: Overlord 2 (Win)
7. 1 2  Metacritic: Overlord 2 (X360)